# 竹ノ内裕治
竹ノ内 裕治（たけのうち ゆうじ、1969年2月25日- ）はゲームミュージックの作曲家、テクノ・ハウスのアーティスト。京都府生まれの大分県育ち。

## 略歴
大分県立大分工業高等学校建築科卒、1989年、総合技術工学院情報処理科卒。同年、ゲームソフトメーカーのコナミに入社。「テクノウチ（TECHNOuchi）」名義でMSXやX68000で数々の作品を残した後、アーケードゲームの担当となる。
1996年頃にソニー・コンピュータエンタテインメントの「ゲームやろうぜ」にて「デザートプロダクションズ」設立にあわせ独立。と同時に趣味であったアンダーグラウンド・クラブ・ミュージックでの活動を本格化。Mr.YTやDISPOSABLEといった名義を使いベルギーのR&Sレコーズ傘下のレーベルや、日本のインディレーベルFORM@レコードから作品をリリース開始。
本職のゲームサウンドの方では自身による企画原案を膨らませた『激走トマランナー』はカルトな人気を誇り、L'Arc〜en〜Cielのhydeの目に留まる。そしてコラボレーションタイトル『激突トマラルク』が生まれることとなった。隠れた名作『サーカディア』や『チェインダイブ』などに携わるも2003年頃チームの解散により転職、大阪の専門学校で教職員となり、ゲーム業界から約2年半ほど離れる。
しかし2007年にフロムソフトウェアに再就職する形でゲーム業界へと復帰。『Demon's Souls』、『DARK SOULS』シリーズ等の効果音を手がける、同時にMISSING SOUL名義にてアンダーグラウンド・クラブ・ミュージックにも復帰した。
2009年にはゲームメーカー間を超えての交流が少なかったゲームミュージック作曲家の交流を目的とした団体『ゲ音団』を主催者の一人として立ち上げ、SNS等の普及も伴い作曲家間での交流も活発になったため2011年に『ゲ音団』は解散したが、以後もゲーム音楽作曲家によるチャリティーCD『Game Music Prayer』等で作曲家間の橋渡し役として活動している。
2014年にフロムソフトウェアからアクセスゲームズへ移籍し『D4: Dark Dreams Don't Die』のサウンドディレクターを担当。
現在は株式会社イニスジェイのサウンドディレクター兼サウンドクリエイター、アークシステムワークスとの共同作品「The MISSING -J.J.マクフィールドと追憶島-」のサウンドを担当した。

## 参加作品

### ゲームソフト
- 激突ペナントレース2（MSX）
- スペースマンボウ（MSX）
- クォース（MSX）
- SDスナッチャー（MSX）
- メタルギア2 ソリッドスネーク（MSX）
- ネメシス （ゲームボーイ）
- 生中継68（X68000）
- X-MEN（アーケード）
- ヘクシオン（アーケード）
- ガイアポリス 〜黄金鷹の剣〜（アーケード）
- ミスティックウォーリアーズ（アーケード）
- ポリゴネットコマンダーズ（アーケード）
- ゴルフィンググレイツ2（アーケード）
- スピードキング NEO KOBE 2045（アーケード）
- ヘンリーエクスプローラーズ（アーケード）
- ビシバシチャンプ（アーケード）
- ときめきメモリアル対戦ぱずるだま（アーケード）
- サーカディア（PlayStation）
- 激走トマランナー（PlayStation）
- 激突トマラルク（PlayStation）
- 甲脚機甲師団バインパンツァー（PlayStation）
- ブラボーミュージック（PlayStation 2）
- ブラボーミュージック〜Xmasエディション〜（PlayStation 2）
- ブラボーミュージック〜超名曲盤〜（PlayStation 2）
- Let'sブラボーミュージック（PlayStation 2）
- チェインダイブ（PlayStation 2）
- ダンスサミット2001〜バスト ア ムーブ〜 REMIX参加（PlayStation 2）
- エースコンバットX スカイズ・オブ・デセプション スーパーバイザー（PlayStation Portable）
- Demon's Souls（PlayStation 3）
- モンハン日記 ぽかぽかアイルー村（PlayStation Portable）
- モンハン日記 ぽかぽかアイルー村G（PlayStation Portable）
- モンハン日記 ぽかぽかアイルー村DX（ニンテンドー3DS）
- インスタントブレイン（Xbox 360）
- おさわり探偵 なめこ栽培キット なめこ大繁殖（ニンテンドー3DS）
- DARK SOULS（PlayStation 3）
- DARK SOULS II（PlayStation 3]）
- D4: Dark Dreams Don't Die（Xbox One、Steam（PC））
- The MISSING -J.J.マクフィールドと追憶島-（PlayStation 4、Nintendo Switch、Xbox One、Steam（PC））
- ヨコタマ（iOS）
- SWORD OF GARGANTUA（PlayStation VR、Oculus Quest、SteamVR（PC））
- エヴァンゲリオン バトルフィールズ（iOS、Android）
- コットンロックンロール - 海腹川背ステージ（PlayStation 4、Nintendo Switch、Steam（PC））
- 東方幻想麻雀 - Tales of Far East Soul（原曲：東方虹龍洞「あの賑やかな市場は今どこに ～ Immemorial Marketeers」）（Nintendo Switch）
- A.I.M.$（iOS、Android）
- ＃コンパス 戦闘摂理解析システム（iOS、Android）
- ＃コンパス ライブアリーナ（iOS、Android）
- 8BIT MUSIC POWER FINAL（FC互換機）
- 機動戦士ガンダム バトルオペレーション2 OPムービー（Steam（PC））
- 他

### アルバム

#### ゲームミュージック
- サイヴァリア THE MIX
- サーカディア THE ALBUM
- ケツイ〜絆地獄たち〜 アレンジアルバム
- 怒首領蜂大往生 アレンジアルバム
- ぐわんげ アレンジアルバム
- 虫姫さまふたり アレンジアルバム
- デススマイルズ IIX ミュージックパックコンテンツ オリジナルサウンドトラック
- ダライアスバースト リミックス ワンダーワールド
- ピュアソングZERO @ ドリームクラブ
- 悪魔城ドラキュラ トリビュート Vol.1
- Rewrite (ゲーム) アレンジアルバム SOIL
- モンハン日記 ぽかぽかアイルー村＆G オリジナル・サウンドトラック
- すばらしきこのせかい Crossover 〜 Tribute
- モンスターハンター10周年記念コンピレーション SELF-COVER
- D4: Dark Dreams Don't Die Original Soundtrack
- ミスティック ウォリアーズ GAME SOUND DIGITAL COLLECTION
- ガイアポリス GAME SOUND DIGITAL COLLECTION

#### クラブミュージック
- Mr.YT / Brand New Day EP [GENERATIONS:GEN011]
- Mr.YT / Southern Paradise EP [APOLLO:APOLLO29]
- Mr.YT / Parfum EP [GLOBAL CUTS:GC044]
- Mr.YT / Brand New Day -COMPILATION ALBUM- [APOLLO:AMB1703]
- DISPOSABLE / Planetrax Vol.1 [DIATMYC:DT011]
- DISPOSABLE / Planetrax Vol.2 [DIATMYC:DT013]
- V.A. / Art Form 2 [FORM@:FRMT005CD]
- V.A. / Re-Form Ver1.0 [FORM@:FRMT006CDLTD]
- V.A. / Liquid Soul [ORAMA ENTERTAINMENT]
- V.A. / Artifacts From The Future Chapter 2 [FUTURE VISION:FVR007]
- missingsoul / Across Your Mind [FUTURE VISION:FVR025]
- missingsoul / Brand New Day [FUTURE VISION:FVR028]
- DISPOSABLE / Complete Planetrax [ELEMENTS OF SOULS:ESCDX1]
- Mr.YT / Fragments [ELEMENTS OF SOULS:ESCDX2]
- Mr.YT / re:Mr.YT [ELEMENTS OF SOULS:ESCDN4S1]
- JAYDEE / Plastic Dreams Remix [R&S:RS970117X]
- JOSHUA COLLINS / Recursion Tribute [TOTO:TOTO013]
- SPACE DESIGNER / Fantas-Tech World Vol.2 [FANTAS-TECH RECORDS:FTR002]

#### その他
- レアトラックスver1.0（ゲ音団コンピレーションCD、「彩 (Aya)」収録）
- レアトラックス2（ゲ音団コンピレーションCD、「Un Parc Pluvieux」収録）
- スーパーレアトラックス（ゲ音団コンピレーションCD、「Dragon」収録）
- Game Music Prayer1 - 4（チャリティー コンピレーションCD）
- 古川未鈴『トゥインクルリンク』（古川未鈴のシングルへ楽曲提供）
- 古川未鈴『トゥインクルリンクREMIXES』（古川未鈴へ提供した楽曲をセルフREMIX）
- 吉河順央『Strawberry Fiction Remixes』リミックスで参加
- NATSUMI『pocketfull of dreams』プロデュース＆楽曲提供
- 他

## その他
- 俳優、ユースケ・サンタマリアとは大分県にいた頃にバンド活動していた先輩後輩の関係。
- 元コナミということで混同されがちだが、コナミの音ゲーに参加しているDJ テクノウチ（DJ TECHNORCH）とは別人。